# Elkhart (Kansas)
Elkhart é uma cidade localizada no estado americano de Kansas, no Condado de Morton.

## Demografia
Segundo o censo americano de 2000, a sua população era de 2233 habitantes.
Em 2006, foi estimada uma população de 2000, um decréscimo de 233 (-10.4%).

## Geografia
De acordo com o United States Census Bureau tem uma área de
4,8 km², dos quais 4,8 km² cobertos por terra e 0,0 km² cobertos por água.

## Localidades na vizinhança
O diagrama seguinte representa as localidades num raio de 52 km ao redor de Elkhart.